# Simon Fairweather
Simon John Fairweather (ur. 9 października 1969 w Adelaide) – australijski łucznik sportowy, złoty medalista olimpijski z Sydney.
Brał udział w pięciu igrzyskach olimpijskich, począwszy od Seulu (1988) na Atenach (2004) skończywszy. Największy sukces w karierze odniósł podczas olimpiady rozgrywanej w swojej ojczyźnie. W 1991 zdobył tytuł indywidualnego mistrza świata.

## Starty olimpijskie (medale)
Sydney 2000
- konkurs indywidualny -  złoto
- Oficjalna strona internetowa